# Albrightknoten
Der Albrightknoten ist ein Angelknoten zur Verbindung von zwei ungleich starken oder unterschiedlichen Schnüren oder Seilen.

## Namen und Geschichte
Der Albrightknoten wird verwendet, um zwei ungleich starke oder unterschiedliche (monofile oder geflochtene) Angelschnüre zu verbinden, z. B. Hauptschnur / Vorfach (beim Fliegenfischen als Verbindung vom Fliegenvorfach und der Fliegenschnur). 
Seinen Namen bekam er von dem berühmten amerikanischen Angelführer und Tarpon-Angler Jimmie Albright. 

## Knüpfen
Mit der dickeren Angelschnur wird eine Bucht gelegt. Die dünnere Angelschnur wird durch die Bucht gesteckt und mindestens zehnmal um die dickere Schnur zum Auge hin umwickelt. Danach wird das Ende der dünnen Schnur durch das Auge gesteckt und festgezogen. Die überstehenden Enden werden abgeschnitten.

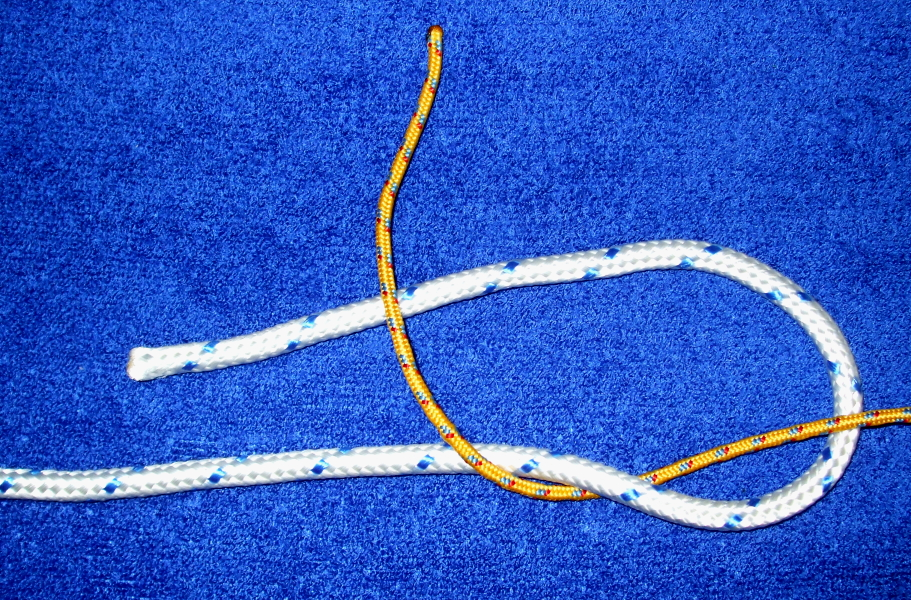
Durch die Bucht wie beim Schotstek-Anfang
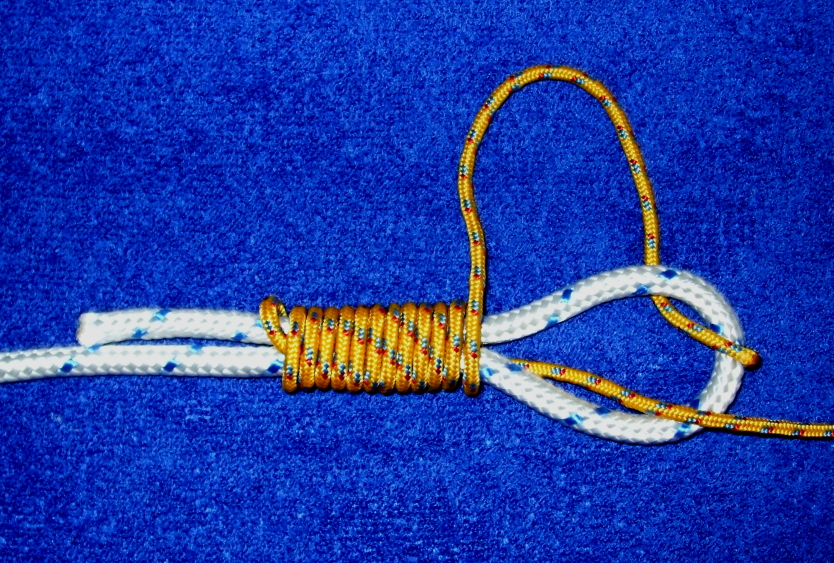
ca. 10 bis 12 Umwicklungen um das dicke Ende
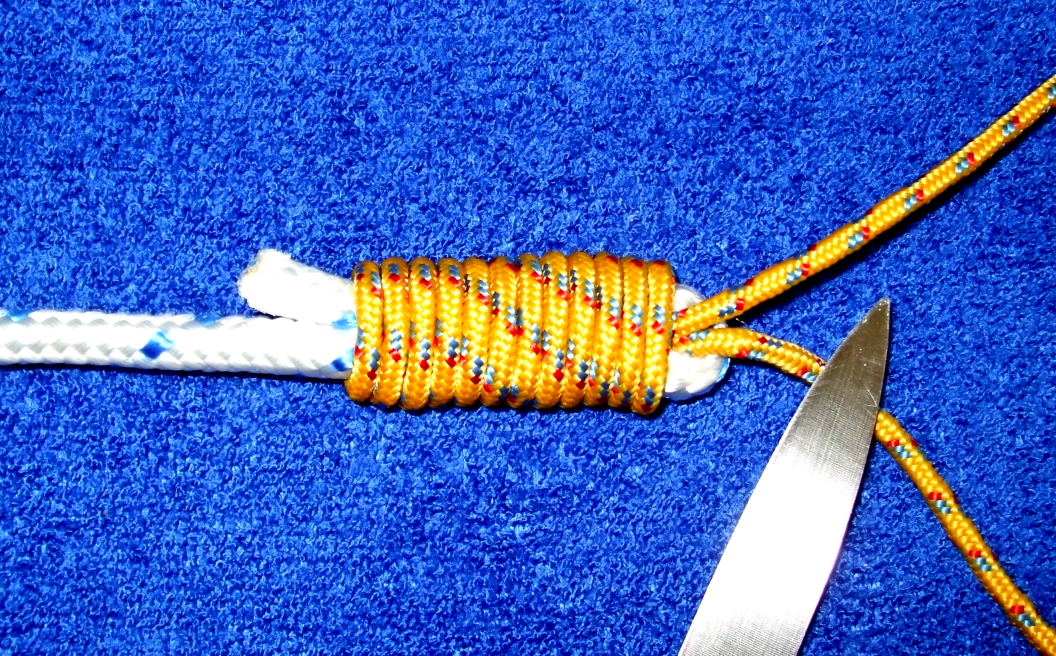
Dichtholen und überstehende Enden abschneiden.
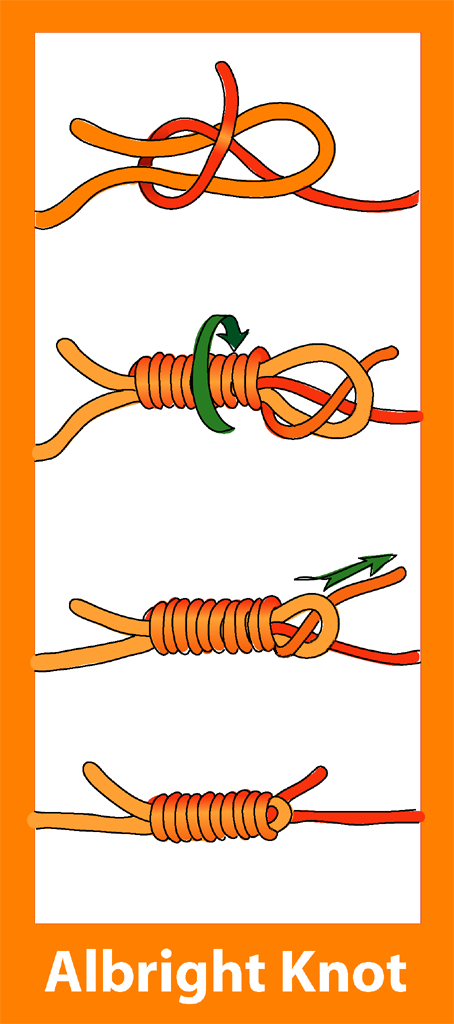
Gezeichneter Ablauf

## Ähnlichkeit

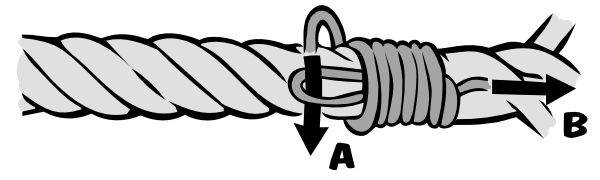
Wicklung eines Takling

Der Albrightknoten ist prinzipiell eine Abwandlung des Takling. Während der Takling mit seinem Ende (im Bild: B) dichtgeholt wird, ist es beim Albrightknoten die Bucht der „dickeren“ anzuknüpfenden Angelschnur, welche zum Dichtholen benutzt wird.

## Alternativen
- Mit dem Blutknoten lassen sich zwei Angelschnüre gleicher Dicke verbinden.